# Demetrios I

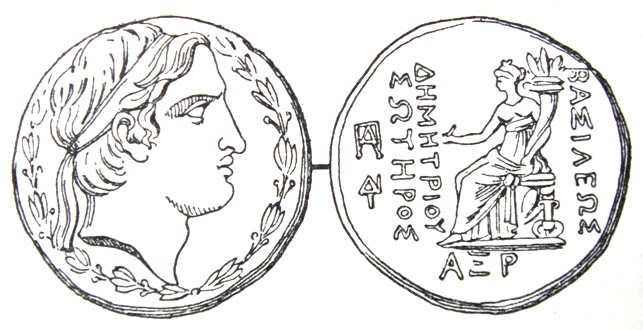
Mynt av Demetrios I Soter.

Demetrios I (grekiska: Δημήτριος Α` eller Demetrios I Soter - Soter (Sotír) betyder "räddaren"), var kung i seleukiderriket mellan 162 och 150 f.Kr.
Han satt länge som gisslan i Rom som garant för farfadern Antiochos III:s fred med romarna (en plats han hade övertagit efter farbrodern Antiochos IV). Demetrios lyckades fly cirka 162 f.Kr. och utropade sig genast till kung över seleukiderriket. Han lät samtidigt döda den sittande regenten och kusinen Antiochos V Eupator. Demetrios dog i början av juni 150 f.Kr. i nya strider om tronen.